# Biedershausen
Biedershausen est une municipalité de la Verbandsgemeinde Wallhalben, dans l'arrondissement du Palatinat-Sud-Ouest, en Rhénanie-Palatinat, dans l'ouest de l'Allemagne.

## Personnalités liées à la ville
- Ludwig Boslet (1860-1951), compositeur né à Biedershausen